# Канареечник
Канаре́ечник (лат. Phaláris) — род травянистых растений семейства Злаки (Poaceae), включающий в себя около 20 видов.
Виды канареечника распространены на всех континентах, кроме Антарктиды. Они могут расти в горах и на равнинах, в засушливой местности и на болотах.
Некоторые виды канареечника содержат гармин и грамин.

## Ботаническое описание
Однолетние и многолетние травянистые дерново-корневищные растения.
Стебель обычно прямостоящий, высотой до 2 метров.
Листья с открытым влагалищем, листовые пластинки плоские, обычно от 20 до 50 см длиной и 1—2 см шириной.
Соцветия метельчатые, образуют густые колосовидные метёлки длиной от 1,5 до 20 см. Плод — сплюснутая зерновка, достигающая 5 мм в длину.

## Алкалоиды
Некоторые виды канареечника содержат гармин и грамин, которые являются токсичными для овец и некоторых видов домашнего скота.
Phalaris arundinacea, Phalaris aquatica и Phalaris brachystachys содержат в себе алкалоиды ДМТ, 5-MeO-DMT и 5-HO-DMT (буфотенин).
| Вид                    | Общее содержание алкалоидов            | DMT    | 5-MeO-DMT | 5-HO-DMT |
| ---------------------- | -------------------------------------- | ------ | --------- | -------- |
| Phalaris aquatica      | 0.0007-0.18%                           | 0.100% | 0.022%    | 0.005%   |
| Phalaris arundinacea   | 0.0004-0.121%                          |        |           |          |
| Phalaris brachystachys | В зависимости от частей растения до 3% |        |           |          |

## Таксономия
Phalaris L., Species Plantarum 1: 54. 1753.

### Синонимы
- Phalaroides Wolf, Gen. Pl.: 11 (1781)
- Typhoides Moench, Methodus: 201 (1794)
- Baldingera G.Gaertn., B.Mey. & Scherb., Oekon. Fl. Wetterau 1: 43 (1799), nom. superfl.
- Digraphis Trin., Fund. Agrost.: 127 (1820), nom. illeg.
- Endallex Raf., Bull. Bot. (Geneva) 1: 220 (1830), nom. illeg.
- Phalaridantha St.-Lag., A.Cariot, Étude Fl., éd. 8. 2: 900 (1889), nom. superfl.

### Виды
- Phalaris amethystina Trin.
- Phalaris angusta Nees ex Trin.
- Phalaris aquatica L. — Канареечник волный
- Phalaris arundinacea L. — Канареечник тростниковидный
- Phalaris brachystachys Link — Канареечник короткоколосый
- Phalaris californica Hook. & Arn.
- Phalaris canariensis L. typus[1] — Канареечник канарский, или Канареечное семя
- Phalaris caroliniana Walter
- Phalaris coerulescens Desf.
- Phalaris × daviesii S.T.Blake
- Phalaris lemmonii Vasey
- Phalaris lindigii Baldini
- Phalaris maderensis (Menezes) Menezes
- Phalaris minor Retz. — Канареечник малый
- Phalaris paradoxa L. — Канареечник своеобразный
- Phalaris peruviana H.Scholz & Gutte
- Phalaris platensis Henrard ex Heukels
- Phalaris truncata Guss. ex Bertol.